# Oecothea dubinini
Oecothea dubinini är en tvåvingeart som beskrevs av Gorodkov 1959. Oecothea dubinini ingår i släktet Oecothea och familjen myllflugor. Inga underarter finns listade i Catalogue of Life.